# رابطة حماية الطبيعة في ألمانيا
تسهر رابطة حماية الطبيعة في ألمانيا (بالألمانية: Naturschutzbund Deutschland)‏ على توجيه نظر واهتمام الناس إلى الطبيعة والعناية بها منذ أكثر من مئة سنة عام 1899 وتقع في برلين . تشرف المنظمة على مشاريع ملموسة لحماية الطبيعة وتشارك في الأنشطة السياسية والتوعية البيئية، هذا ويركز حوالي 400.000 عضو في المنظمة على توفير العناية والرعاية الملائمة لعالم الحيوان والنبات، ويمكن لمن يمثل مصالح الطبيعة اختيار وتعيين «عصفور السنة» كما يحق له المشاركة وممارسة الأبحاث العلمية في معهدين متخصصين.

## الروابط الخارجية
- الموقع الرسمي للمنظمة